# Авенида-Сан-Жуан
Авенида-Сан-Жуан (порт. Avenida São João — «проспект Святого Иоанна») — проспект в районах Се, Република, Санта-Сесилья субпрефектуры Се в историческом центре Сан-Паулу, столице штата Сан-Паулу в Бразилии. Название дано в честь святого Иоанна Крестителя. 
С дорогой связана надземная автомагистраль Элевадо-Пресиденти-Жуан-Гуларт. В центральной части проспект полностью пешеходный, с ограниченным автомобильным движением.
Авенида-Сан-Жуан пересекает Руа-Сан-Бенту, Руа-Либеру-Бадаро, Авенида-Престиш-Майя, Вале-ду-Аньянгобау, Ларго-ду-Пайсанду и Авенида-Ипиранга.
Достопримечательности: здание Мартинелли, здание Алтину Арантис, здание Андраус, Почтовый дворец, культурный центр Площадь искусств, Здание и галерея Олиду, Галерея рока.
Впервые магистраль упоминается в 1651 году, когда жители Сан-Паулу — Энрике да Кунья-Гагу и Кристованью да Кунья обратились к городскому совету с просьбой позволить им провести грунтовую дорогу между ручьями Аньянгобай и Якуба, которая соединила предместье с историческим холмом Сан-Паулу.
Со временем этот деревенский путь получил название Ладейра-ду-Аку, Аку аббревиатура от Якуба, протекавшего здесь ручья. Дорога начиналась у Ларго-ду-Росарио — современной площади Праса-Антониу-Праду и заканчивалась возле Ларго-ду-Пайсанду. В народе её также называли «дорогой на Жундиаи», потому что ею часто пользовались погонщики мулов, направлявшиеся вглубь страны.
Современное название — дань уважения святому Иоанну Крестителю, который в католической традиции считается «защитником вод». Причиной переименования было то, что ручьи, между которыми проходила дорога, считались опасными у коренных жителей Сан-Паулу. Якуба на языке тупи означает «отравленная вода», а Аньянгобай — «призрачные воды» или «воды дьявола». 
28 ноября 1865 года городской советник Малакиаш Рогериу ди Саллеш-Герра предложил новое название дороги Ладейра-ди-Сан-Жуан. Позднее дорога получила название Руа-Сан-Жуан. С 1916 года — Авенида-Сан-Жуан.
Между 1910 и 1937 годами проспект неоднократно перестраивался и расширялся: в 1911 — 1913 годах при мэре Раймунду да Силва-Дупрат от Руа-Либеру-Бадаро до Ларго-ду-Пайсанду, в 1914 — 1919 годах при мэре Вашингтоне Луисе Перейра ди Соза от Ларго-ду-Пайсанду до Праса-Жулиу-ди-Мескита и в 1920 — 1925 годах при мэре Фирмиану ди Мораиш-Пинту от Руа-Либеру-Бадаро до Праса-дус-Пиринеус (в настоящее время Праса-Марешал-Деодору).
В 1970-х годах над проспектом была построена надземная автомагистраль Элеваду-Пресиденти-Жуан-Гуларт. Строительство, инициированное мэром Паулу Малуфом, должно было разгрузить центральные дороги от автомобильного транспорта. Но обратной стороной проекта стало то, что интенсивный и непрерывный поток автомобилей, шум, грязь и загрязнение воздуха резко возросли на территории, по которой была проложена надземная автомагистраль, что привело к обесцениванию рынка недвижимости в этих районах.